# أليكسي كازاكوف (لاعب كرة طائرة)
أليكسي كازاكوف (الروسية: Казаков, Алексей Валерьевич) (18 مارس 1976 في روسيا - ) هو لاعب كرة طائرة روسيا في مركز وسط ‏. شارك في الألعاب الأولمبية الصيفية 1996 والألعاب الأولمبية الصيفية 2000 والألعاب الأولمبية الصيفية 2004. ولعب مع نادي زينيت كازان للكرة الطائرة.

## وصلات خارجية
- أليكسي كازاكوف على موقع الاتحاد الأوروبي (الإنجليزية)
- أليكسي كازاكوف على موقع دوري الدرجة الأولى الإيطالي للكرة الطائرة - رجال (الإيطالية)
- أليكسي كازاكوف على موقع اللجنة الأولمبية الدولية (الإنجليزية)
- أليكسي كازاكوف على موقع أوليمبيديا (الإنجليزية)